# Corentin Douguet
Corentin Douguet, né le 23 juin 1974 à Nantes, est un navigateur et un skipper professionnel français.

## Biographie

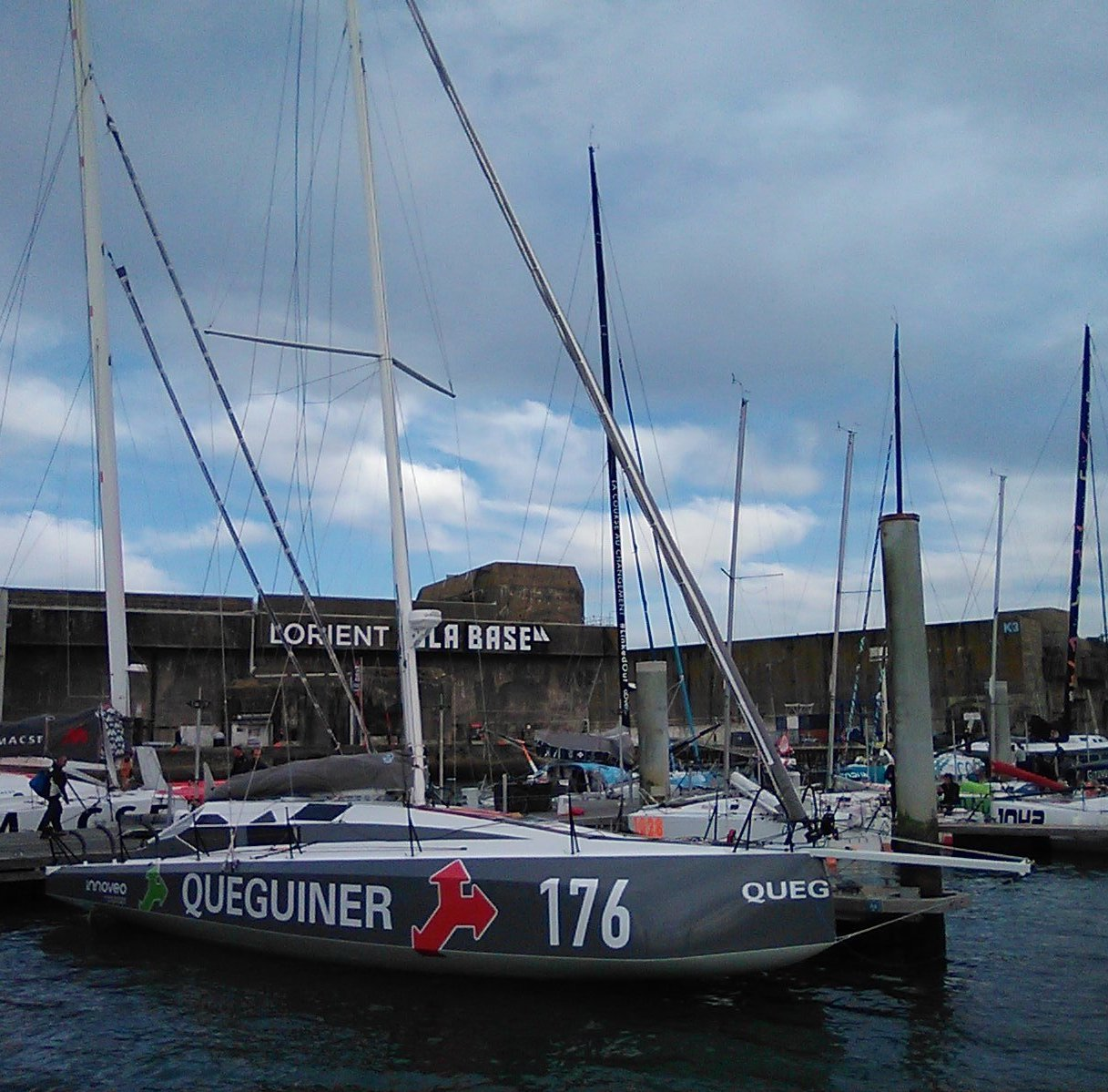
Le Class40 Quéguiner-Innoveo de Corentin Douguet à Lorient, en octobre 2022.

## Palmarès
- 2001 sur le Mini prototype Rolland 347 - Pour que l'Océan reste bleu :
  - 17e de la Transat 6.50 (33 participants)
  - 6e de la Mini-Fastnet avec Thierry Chabagny (30 participants)
  - 5e du Mini Pavois (36 participants)
  - 4e de la Pornichet Select 6.50 (29 participants)

- 2002 : 6e de la Transat AG2R sur Petit Navire Le Bon Goût Du Large avec Thierry Chabagny

- 2003 :
  - 4e : Trophée BPE St-Nazaire/Dakar
  - 7e : Tour de Bretagne à la voile

- 2004 :
  - 3e du l'Open Demi-Clé avec Eric Henseval sur le Mini prototype 433 - Paridis (26 participants)
  - 4e de la Mini-Fastnet avec Thierry Chabagny sur le Mini prototype 433 - Paridis (43 participants)
  - vainqueur de la Pornichet Select 6.50 sur le Mini prototype 433 - Amazigh (20 participants)

- 2005 sur le Mini prototype 433 - E. Leclerc - Bouygues Telecom :
  - vainqueur du Mini Pavois (27 inscrits)
  - vainqueur de la Mini-Fastnet avec Samuel Manuard (44 inscrits)
  - vainqueur de la Transgascogne (20 inscrits)[2]
  - vainqueur de la Transat 6.50[3]

- 2006 :
  - 31e :  Solitaire du Figaro[1]
  - 6e de la Transat AG2R sur E.Leclerc / Bouygues Telecom avec Thierry Chabagny

- 2007 :
  - 3e de la Solo Concarneau sur E. Leclerc Bouygues Telecom (25 inscrits)[4]
  - 3e : de la Solitaire du Figaro et vainqueur de la 3e étape[1]
  - 3e du Mini Lions avec Aloys Claquin sur le Mini prototype 265 - Vecteur Plus, 15 participants

- 2008 :
  - 35e : Solitaire du Figaro[1]
  - 9e de la Transat AG2R sur Suzuki Automobiles avec Thierry Chabagny

- 2009 :
  - 8e de la Solo Concarneau sur E. Leclerc Mobile (32 inscrits)
  - 2e :  Solo Figaro Massif Marine
  - 21e : Solitaire du Figaro[1]

- 2010 :
  - 3e de la Solo Concarneau sur E. Leclerc Mobile (18 inscrits)[5]
  - 3e de la Solitaire du Figaro[6]
  - 4e Spi Ouest-France (sur l'Open 7.50 E. Leclerc Mobile)

- 2011, sur le M34 Nantes-St Nazaire-E.Leclerc :
  - 6e du Tour de France à la voile[7]
  - 5e du GP École Navale
  - 3e du Med Race
  - Vainqueur de l'Open Demi-Clé avec Aymeric Belloir sur le Mini série 810 - Tout le monde chante contre, 54 participants

- 2012, sur le M34 Nantes-St Nazaire-E.Leclerc :
  - 7e du Tour de France à la voile
  - 5e du Normandy Sailing Week
  - 4e du GP École Navale
  - 4e du GP Guyader
  - vainqueur de l'IM34 Cup

- 2013, sur le M34 Nantes-St Nazaire-E.Leclerc :
  - 8e du Tour de France à la voile
  - 7e de la Croise Cup
  - 8e du Spi Ouest France
  - vainqueur de l'Atlantique Télégramme (IRC)
  - 6e des Internationaux de France de Match Racing

- 2014 :
  - 9e de la Solo Maître CoQ
  - 5e de la Solo Concarneau sur Un Maillot pour la Vie (32 inscrits)
  - 8e de la Solitaire du Figaro Eric Bompard cachemire
  - 17e du Championnat de France de course au large en solitaire

- 2015 :
  - vainqueur du 10e Tour de Bretagne à la Voile avec Christian Ponthieu sur Sofinther - Un Maillot pour la Vie[8]
  - 14e de la Solitaire du Figaro Eric Bompard cachemire
  - 33e de la Solo Concarneau
  - 22e de la Solo Maître CoQ
  - 20e du Championnat de France de course au large en solitaire

- 2016 :
  - 7e de Douarnenez Horta Solo
  - 7e de la Solitaire Bompard - Le Figaro
  - 8e de Le Havre Allmer Cup
  - 8e de la Solo Concarneau sur Sofinther - Un Maillot pour la Vie (23 inscrits)
  - 2e de la Solo Maître Coq[9]

- 2017 :
  - vainqueur du Spi Ouest France
  - 2e des Sables – Horta
  - 10e du Tour de Bretagne à la Voile

- 2018 :
  - 4e de la Solo Concarneau avec Christian Ponthieu sur NF Habitat
  - 8e de la Solitaire du Figaro[10]
  - 6e de la Transat AG2R avec Christian Ponthieu sur NF Habitat

- 2019 :
  - 23e de la Sardinha Cup avec Corentin Horeau sur NF Habitat
  - 6e du Tour de Bretagne à la Voile avec Christian Ponthieu sur NF Habitat
  - 28e de la Solo Maître Coq
  - 4e de la Solitaire URGO Le Figaro sur NF Habitat[11]

- 2021 : 
  - 4e de la Sardinha Cup avec Tanguy Le Turquais sur Quéguiner - Innovéo
  - 2e de la La Transat en Double - Concarneau - Saint-Barthélemy avec Tanguy Le Turquais sur Quéguiner - Innovéo en 18 j 6 h 50 min 1 s

- 2022, sur le Class40 Quéguiner - Innovéo (#176) :
  - vainqueur du championnat Class40
  - 3e sur 55, de la Route du Rhum dans la catégorie Class40, en 14 j 9 h 24 min 12 s ; 38e au classement général sur 138 inscrits
  - vainqueur de La 40 Malouine LAMOTTE en 20 h 20 min 2 s
  - 2e de la Drheam Cup en 4 j 4 h 26 min 9 s
  - 2e de la CIC Normandy Channel race avec Yoann Richomme en 4 j 15 h 18 min 8 s
  - vainqueur des 1000 milles des Sables en 5 j 3 h 40 min 5 s

- 2023 :
  - 4e de l'Armen Race sur le Class40 Divoc (#190), en 1 j 6 h 30 min 38 s
  - 3e de la CIC Normandy Channel race avec Fabien Delahaye sur le Class40 Legallais (#190), en 4 j 16 h 11 min 33 s
  - 8e des Sables – Horta avec Fabien Delahaye et Erwann Le Mené sur le Class40 Legallais (#190), en 10 j 2 h 54 min 26 s
  - 6e de La 40 Malouine LAMOTTE avec Fabien Delahaye sur le Class40 Legallais (#199), en 20 h 55 min 6 s

- 2025 :
  - vainqueur du Spi Ouest France BPGO sur le Class40 E. Leclerc (#209) avec Axel Trehin, Rodrigue Cabaz, Yoann Richomme et Thomas Coville
  - vainqueur de la CIC Normandy Channel Race sur le Class40 Esprit large (#209) avec Axel Trehin en 4 j 4 h 23 min 16 s
  - vainqueur de la Rollex Fastnet Race en catégorie Class40 sur Faites un don sur SNSM.org (#209) avec Axel Trehin, Rodrigue Cabaz et Laurent Pruvost, en 3 j 10 h 2 min 1 s